# Micro-Star International
Micro-Star International, Co., Ltd (en chino: 微星科技股份有限公司, mayormente conocida por sus siglas MSI) es una empresa tecnológica multinacional taiwanesa con sede en Nuevo Taipéi, Taiwán. Diseña, desarrolla y proporciona productos y servicios de la tecnología de la información, incluyendo equipo informático, computadoras portátiles, placas base, tarjetas gráficas, PCs todo-en-uno, servidores, computadoras industriales, periféricos de PC y productos de info-entertainment para automóviles. Es muy conocida en el mundo de los videojuegos y los eSports.
Su acción hace parte de la Bolsa de Taiwán y fue creada en agosto de 1986 por 5 fundadores - Hsu Xiang (conocido como Joseph Hsu), Huang Jinqing (conocido como Jeans Huang), Lin Wentong (conocido como Frank Lin), Yu Xian'neng (conocido como Kenny Yu), y Lu Qilong (conocido como Henry Lu). Primero empezando su negocio en Nuevo Taipéi, Taiwán, MSI más tarde se expandió a China continental, Estableciendo su planta de Baoan en Shenzhen en el 2000 y estableciendo instalaciones de investigación y desarrollo en Kunshan en 2001. También proporciona el Servicio de Garantía Global en Norteamérica, Centro y Sudamérica, Asia, Australia y Europa.
La compañía ha sido patrocinadora de una serie de equipos de eSports y es también el anfitrión del evento internacional de juegos MSI Masters Gaming Arena (antes conocido como MSI Beat IT). El primer torneo de MSI Beat IT se remonta al 2010, ganando Evil Geniuses el campeonato.

## Historia
Los cinco fundadores de MSI, Joseph Hsu, Jeans Huang, Frank Lin, Kenny Yu y Henry Lu, trabajaron para Sony antes de establecer MSI. La reducción de personal de Sony en 1985 los unió. Con la experiencia en ingeniería trabajando para Sony, establecieron juntos Micro Star International en agosto de 1986.
En 1997, MSI inauguró su Planta I en Zhonghe; en 2000 inauguró su Planta III en Chung He.
En 1998, se convirtió en una empresa pública con una IPO (Oferta Pública Inicial) en la Bolsa de Valores de Taipéi (TAIEX).
En 2000, se fundó MSI Computer (Shenzhen) Co., Ltd., y en 2001, MSI Electronics (Kunshan) Co., Ltd.
En 2002, MSI instaló su centro logístico europeo en los Países Bajos.
En 2003, MSi lanzó el "Mega PC", un híbrido de computadora estéreo de estante con un panel frontal que se asemeja al anterior y conectores de computadora de escritorio en la parte posterior.
En 2008, MSI se clasificó entre las 20 principales marcas globales de Taiwán. En 2011, la empresa fue nombrada una de las 100 mejores marcas de Taiwán, distinguida entre 500 marcas. Para 2013, MSI ha sido premiado por Taiwán Excellence por 15 años consecutivos.
En 2015, MSI fue clasificada como la cuarta mejor marca de portátiles de 2015 por la revista Laptop.
Según el Instituto de Investigación de Topología, MSI fue el proveedor de portátiles para juegos más grande del mundo en 2016.
MSI lanzó el programa de patrocinio de equipos "Join the Dragon" en abril de 2017 para descubrir equipos talentosos de eSports. También en abril de 2017, MSI nombra socios certificados para la creación de un ecosistema RGB con MSI Mystic Light Sync que incluye Corsair, SteelSeries, G.Skill, Cooler Master, InWin, Phanteks y otros.
Mustek y MSI firman un acuerdo de distribución de portátiles en 2017.
ESL se asoció con MSI para los próximos eventos de ESL One en 2018.
MSI fue el socio oficial de ESL One Cologne 2018, uno de los eventos más importantes del calendario de CS:GO.
En agosto de 2018, MSI fue calificada como la mejor marca de portátiles para juegos de 2018 por Laptop Mag. Los nuevos diseños de sus computadoras portátiles GS65 Stealth Thin y GE63 Raider RGB le otorgaron a la compañía un puntaje estelar de 84 sobre 100 y la colocaron en el primer lugar.
La organización Method eSports unió fuerzas con MSI en agosto de 2018.
MSI se asoció con ESL para llevar la gran final de MGA 2018 a Nueva York. AVANGAR de Kazajistán ganó el Campeonato.
MSI y Ubisoft presentaron conjuntamente Ambient Link (iluminación de juego sincronizada) en Assassin's Creed Odyssey y Tom Clancy's The Division 2 en 2019.
En septiembre de 2020, MSI presentó una nueva línea de computadoras portátiles orientadas a los negocios bajo las líneas "Moderna", "Prestige" y "Summit", y un nuevo logotipo específico para estos modelos.
El 7 de octubre de 2020, MSI emitió una declaración pública sobre su subsidiaria Starlit reventando las GPU Nvidia RTX 3080 y 3090 fabricadas por MSI, y vendiéndolas por más de MSRP en eBay.

## Productos
La compañía primero construyó su reputación en el desarrollo y la fabricación de placas base y tarjetas gráficas para computadoras. Estableció su subsidiaria FUNTORO en 2008 para el mercado de infoentretenimiento de vehículos. Proporciona muchos productos informáticos y orientados a la tecnología, que incluyen computadoras portátiles, computadoras de escritorio, monitores, placas base, tarjetas gráficas, productos de fuente de alimentación, gabinetes de computadora y refrigeradores líquidos para jugadores y creadores de contenido, PC todo en uno, estaciones de trabajo móviles, servidores, IPC, multimedia periféricos, infoentretenimiento del vehículo y un robot de movilidad autónomo.
Cuando se estableció en 1986, MSI se centró en el diseño y la fabricación de placas base y tarjetas complementarias. Más tarde ese año, presentó la primera placa base 286 overclockable.
En 1989, MSI presentó su primera placa base 486; en 1990, su primera placa base basada en Socket 7; en 1993, su primera placa base 586; y en 1995, su placa base basada en Dual Pentium Pro. En 1997, presentó su placa base basada en Intel Pentium II con tecnología Intel MMX, junto con su primer producto de tarjeta gráfica y primer producto barebone. En 2002, lanzó su primera placa base PC2PC Bluetooth & WLAN.
En 2000, MSI presentó su primer producto decodificador (MS-5205); en 2003, su primer producto Pen Tablet PC (PenNote3100); y en 2004, su primer producto Notebook (M510C). En 2009, MSI presentó su primera computadora portátil ultradelgada (X320) y su primera PC todo en uno (AP1900).
MSI lanzó su primer reproductor de audio digital en 2003, en una línea llamada MEGA.
En 2008, MSI patrocinó a Fnatic y se sumergió en el mercado de juegos para PC. Su serie GAMING incluye computadoras portátiles, de escritorio, placas base, tarjetas gráficas, PC todo en uno y periféricos para juegos diseñados para jugadores y usuarios avanzados.
En 2015, MSI se asoció con la empresa de tecnología de seguimiento ocular Tobii para crear portátiles para juegos con seguimiento ocular.
A principios de 2016, MSI anunció una colaboración con HTC y reveló sistemas listos para Vive para ofrecer experiencias de realidad virtual.
MSI amplió su ámbito de negocio a la creación de contenido en 2018 y demostró las computadoras portátiles centradas en creadores en IFA 2018.
El monitor para juegos MSI Optix MPG27CQ recibió la 27.ª edición de los Taiwan Excellence Gold & Silver Awards.

### Placas Base
Entre los principales modelos de placas base fabricados por MSI a lo largo de su historia destacan:
- "MSI X38 Diamond": Fabricado a partir de 2007, Chipset Intel X38+ICH9R, Core 2 Quad, DDR3 und Audio ports (Rear): 6 + Optical SPDIF. Una variante posterior es el "MSI X38 Platinum", también para DDR3 y ATX.
- "MSI K9A2 Platinum": Fabricado a partir de 2007, Chipset AMD 790FX+SB600, DDR2, ATX.
- "MSI P45-8D Memory Lover": Fabricado a partir de 2008, Chipset Intel P45+ICH10R, DDR3 y DDR2. Dual, DIMM Slots 8 y ATX.
- "MSI P55-GD65": Fabricado a partir de 2009, Chipset Intel P55, DDR3, Dual, 4 DIMM Slots, ATX.
- "MSI 890FXA-GD65" y "MSI 890FXA-GD70": Fabricados a partir de 2010, Chipset AMD RD890+SB850, DDR3, Dual, 4 DIMM Slots y ATX.

### Galería de Productos

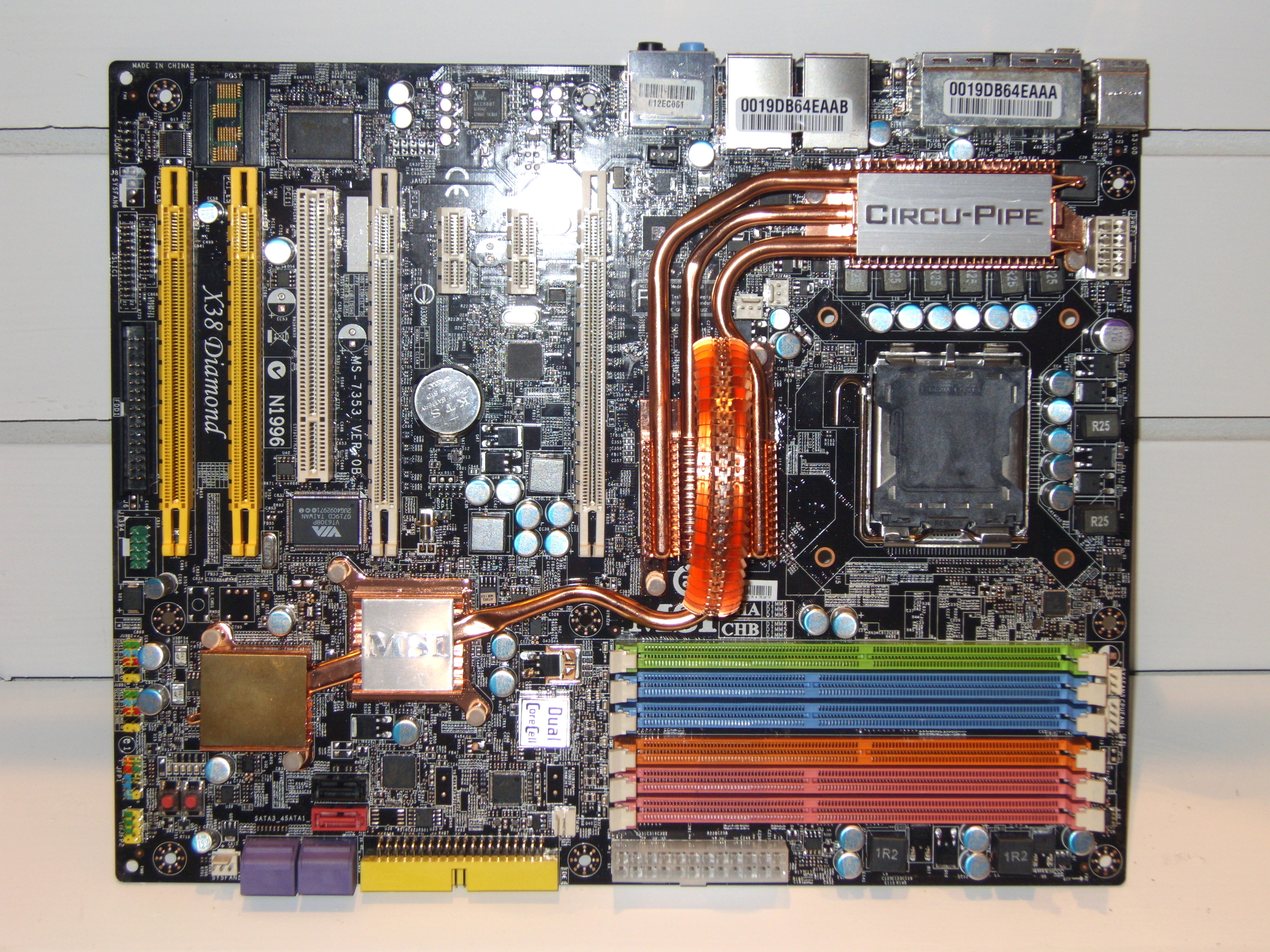
MSI X38 Diamond en el lanzamiento del CPU de tecnología "Penryn" de 45nm de Intel en Taiwán.
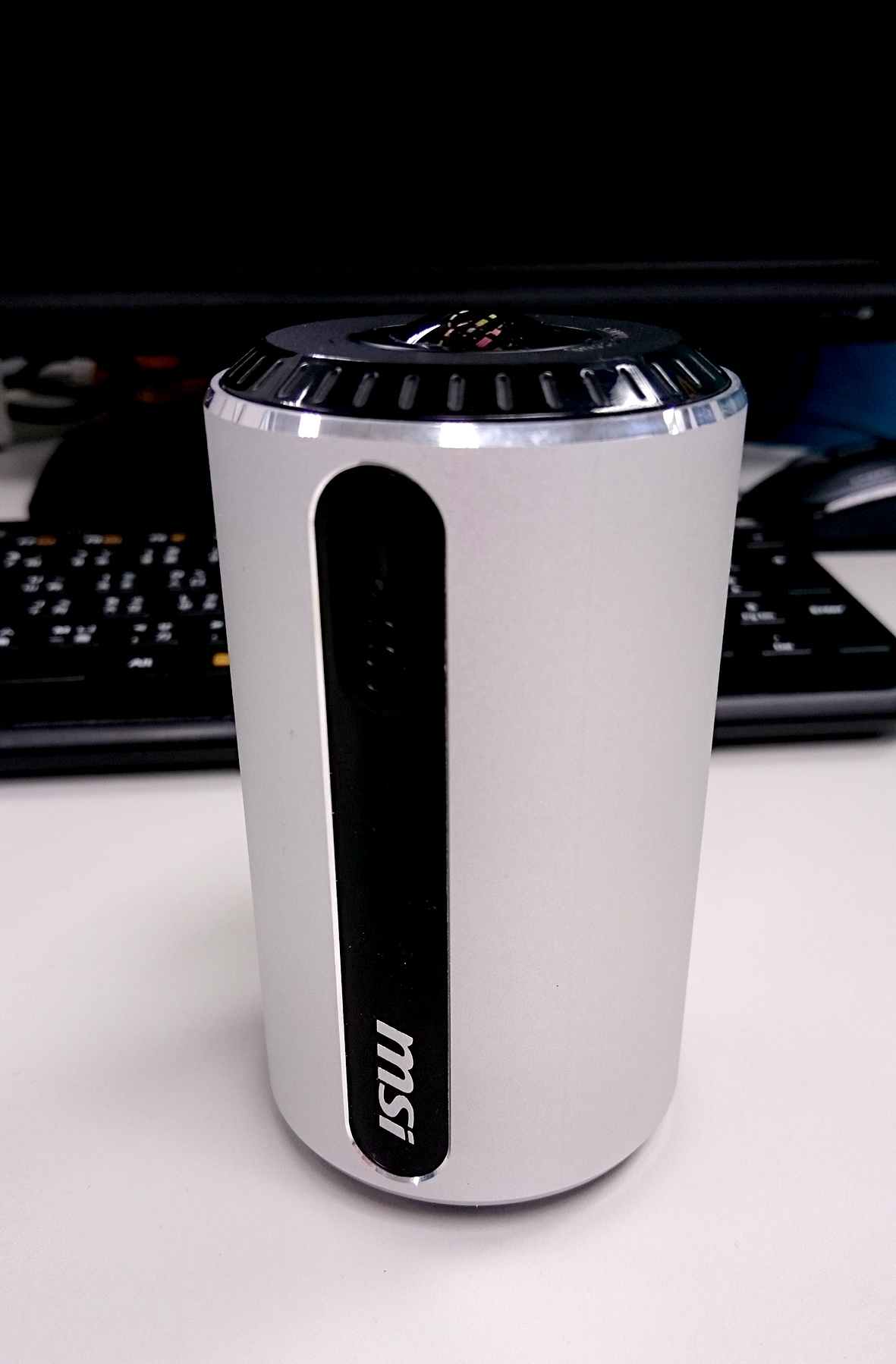
Una panocam MSI, un tipo de cámara panorámica.
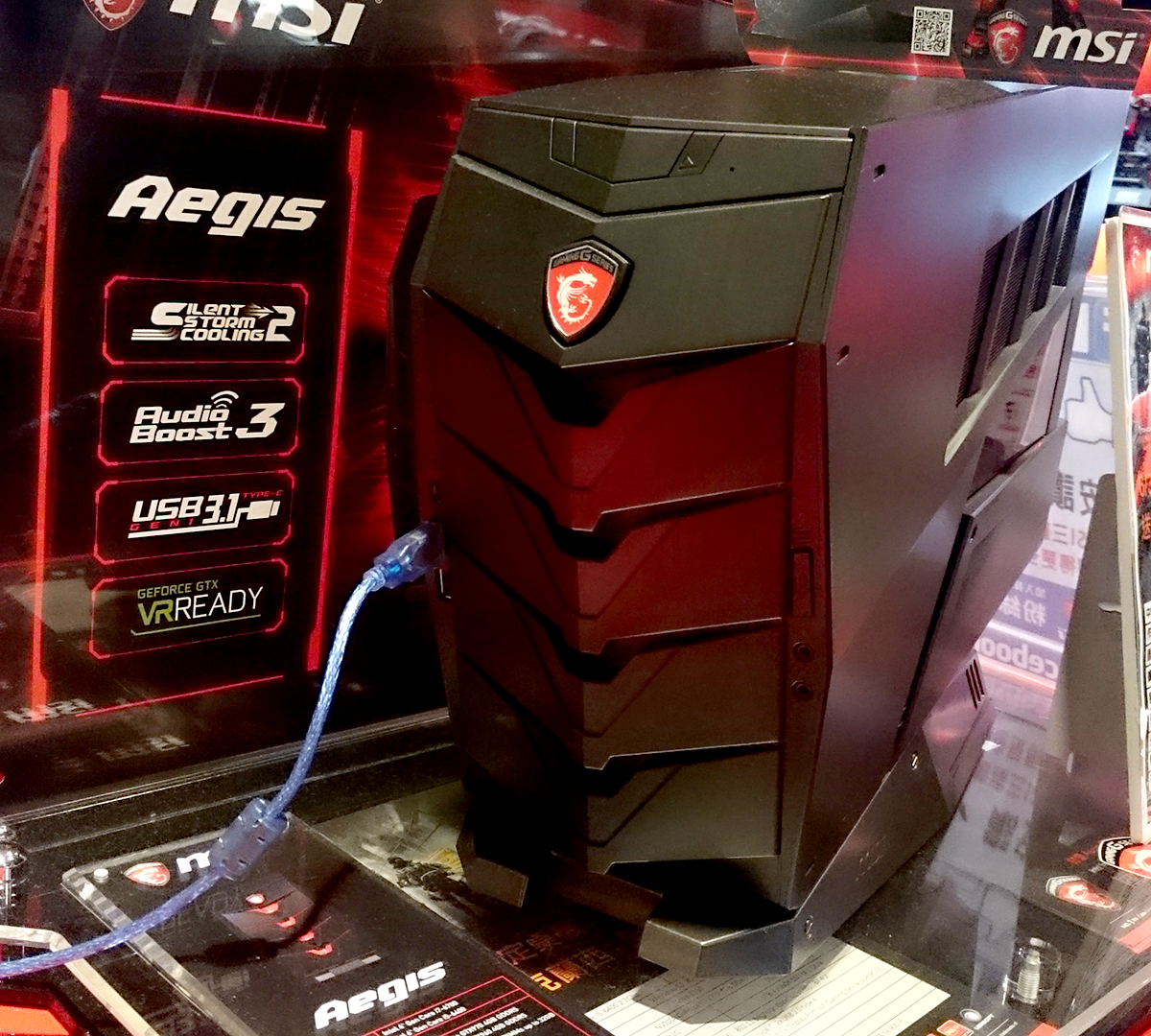
Un PC de escritorio MSI Aegis.
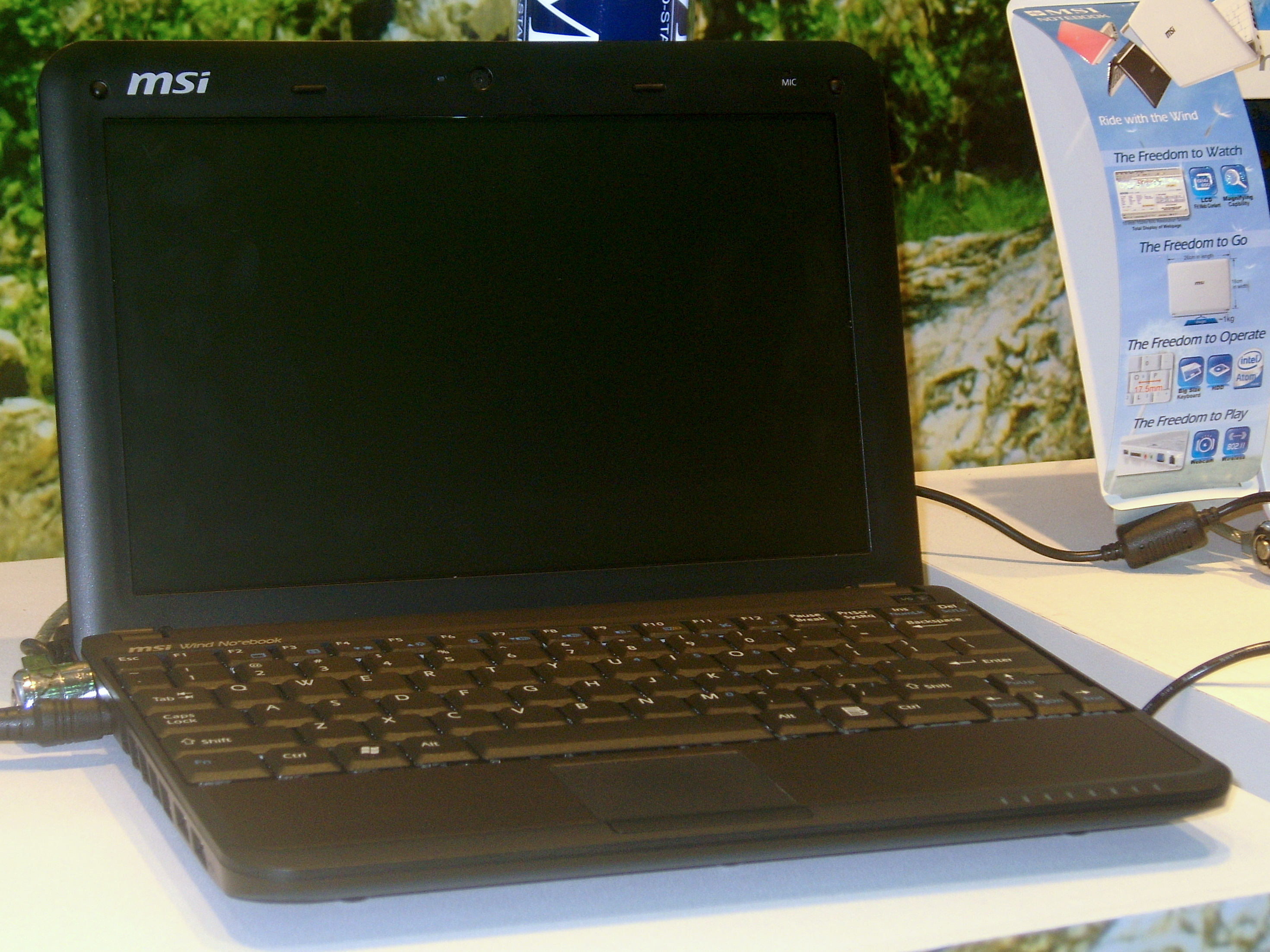
Computex 2008: MSI Wind Notebook.
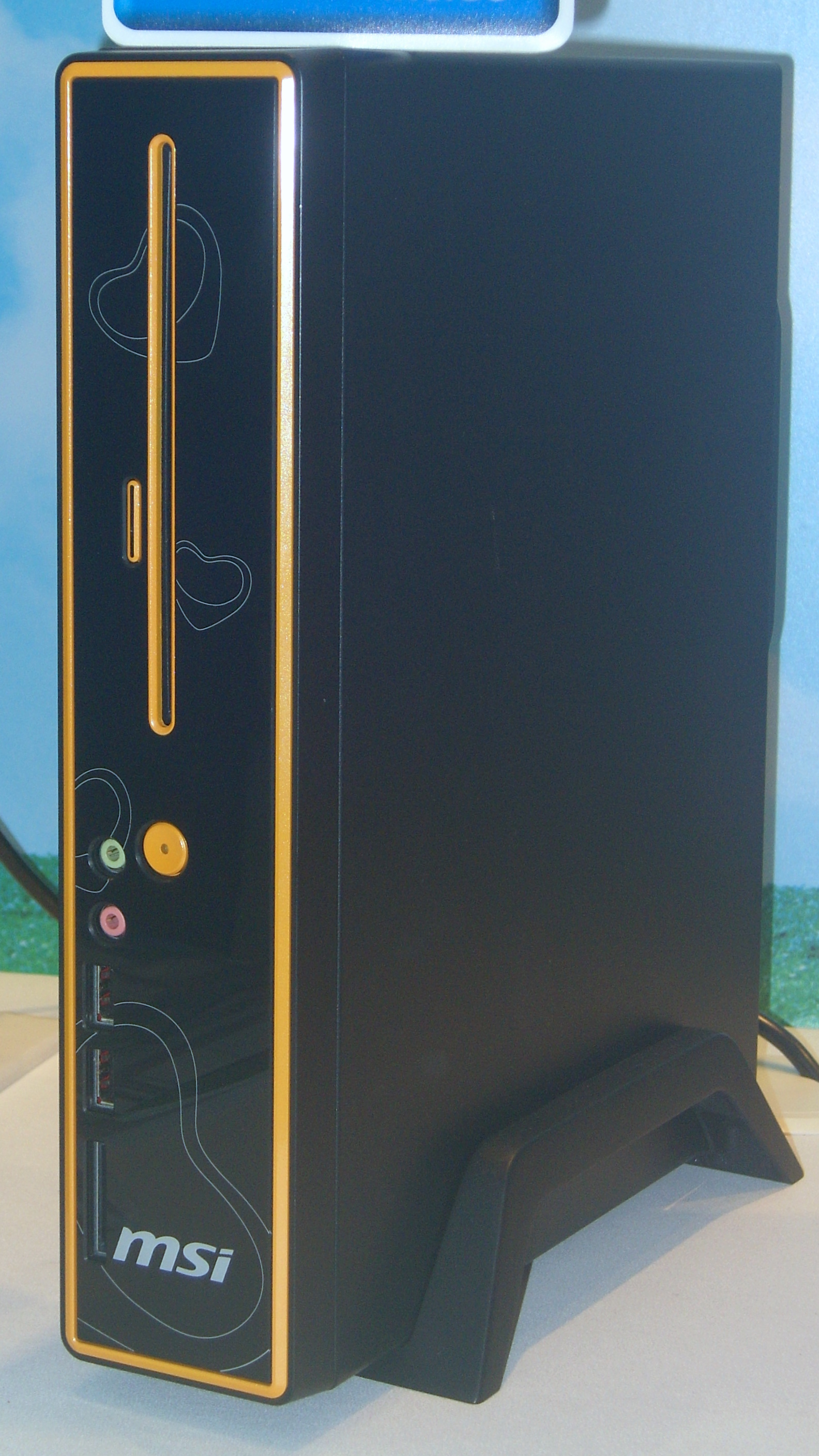
Computex 2008: MSI Wind PC en negro.
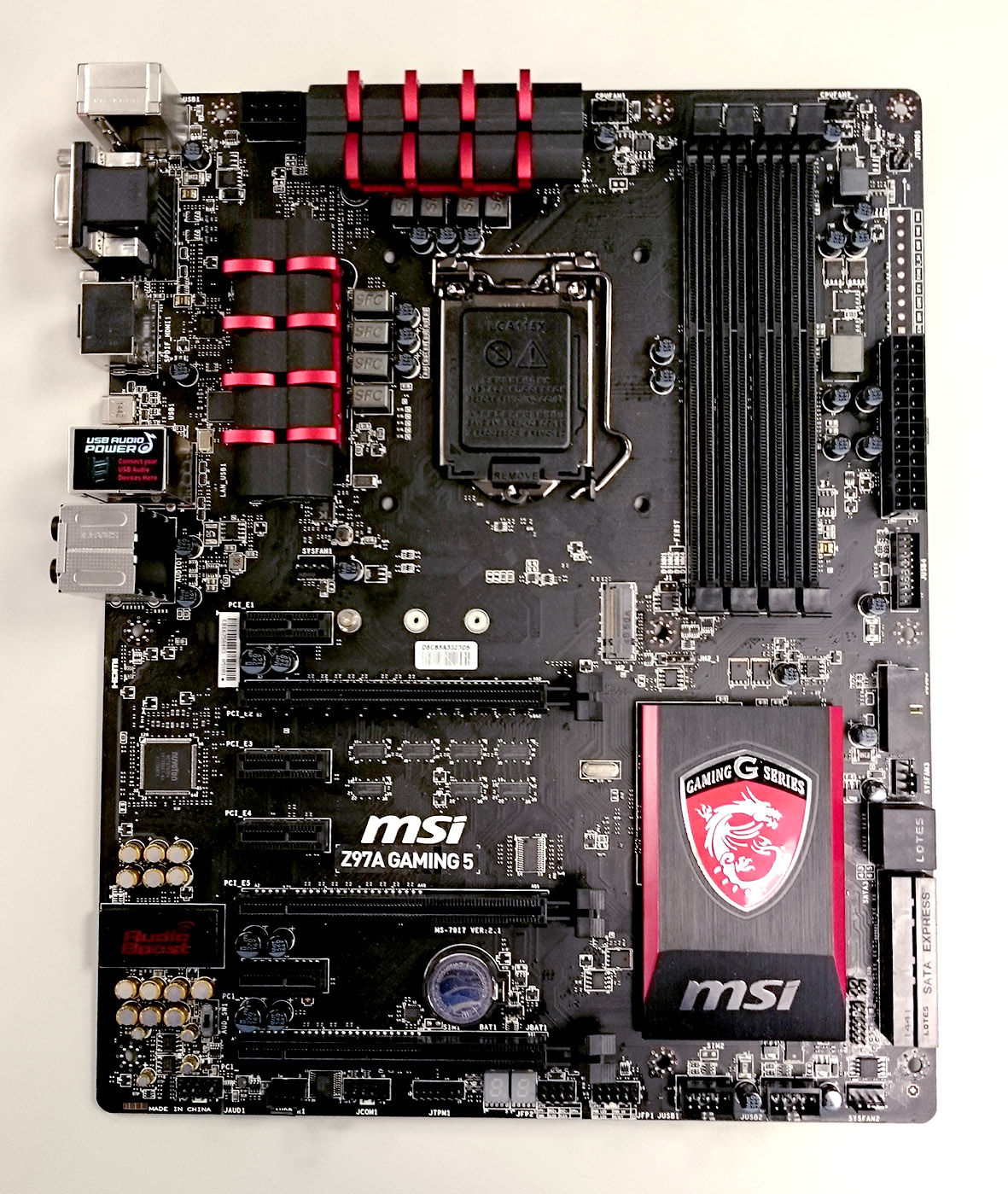
Una placa base MSI Z97A GAMING 5.
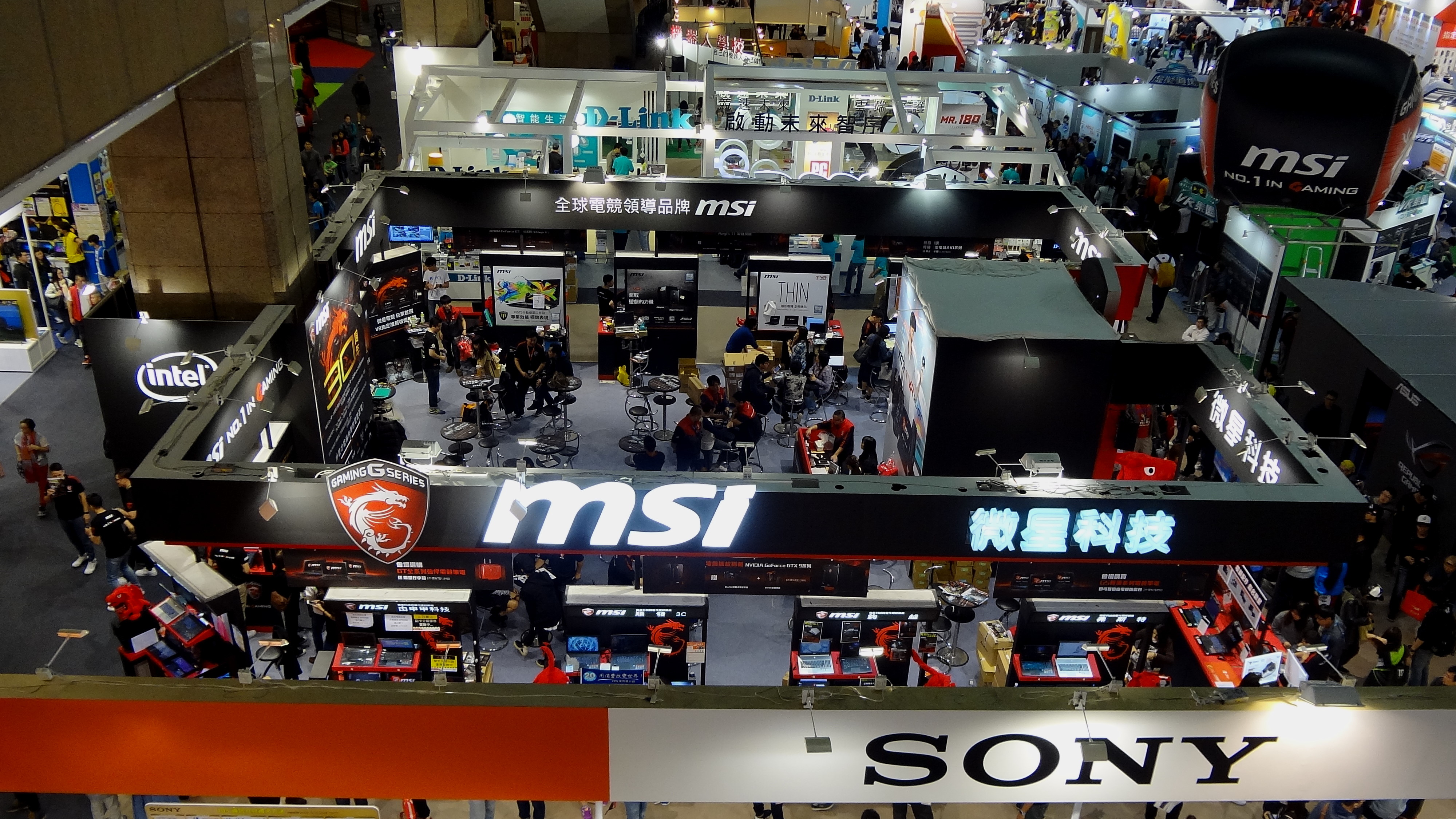
Stand de MSI en el IT Month 2016.
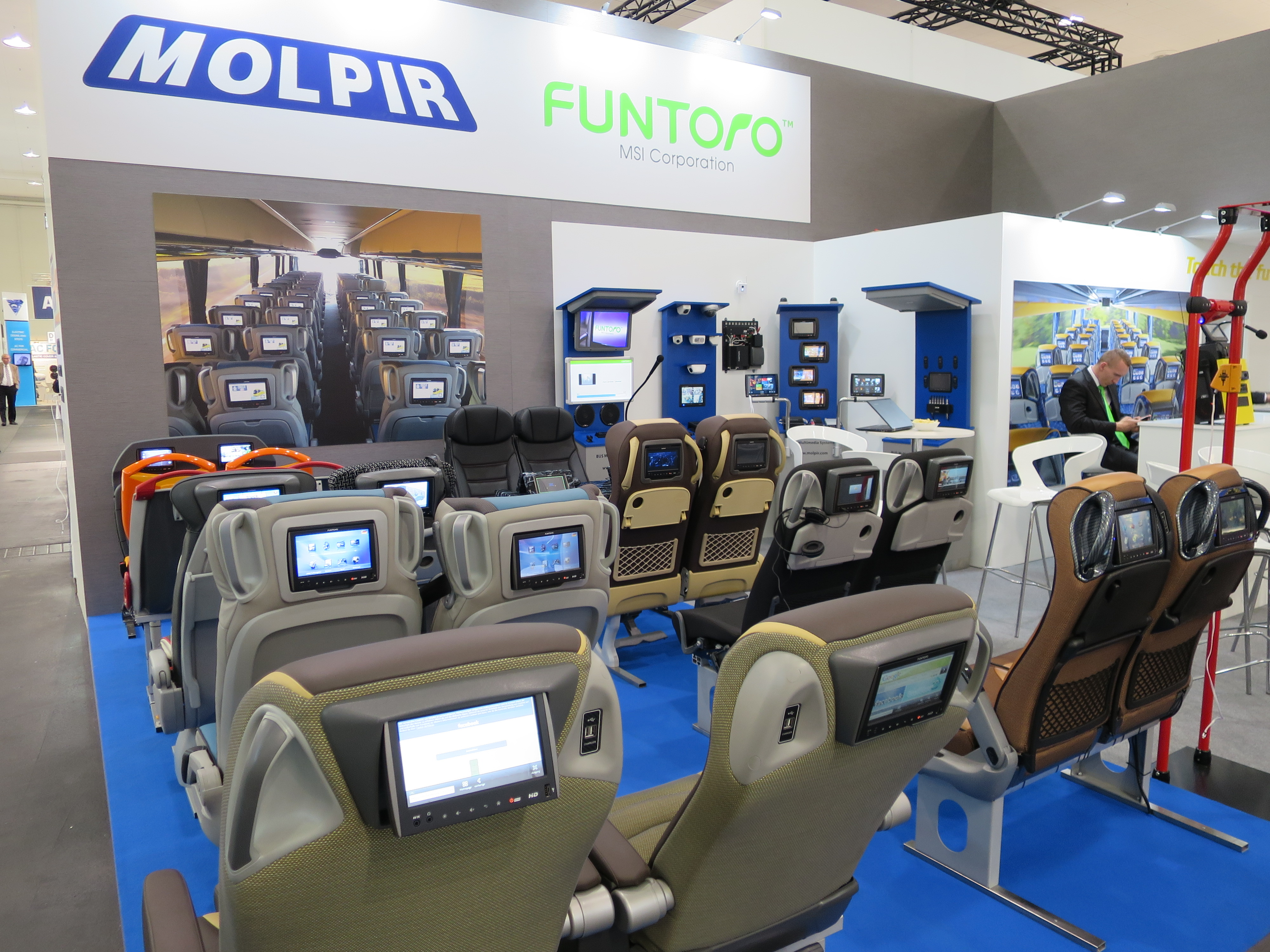
Infotainment a bordo de un FUNTORO.

## Operaciones
Las oficinas de MSI en el distrito de Zhonghe, ciudad de Nueva Taipéi, Taiwán, sirven como sede de la empresa y albergan varias divisiones y servicios diferentes.
La fabricación tuvo inicialmente lugar en plantas en Taiwán, pero se ha trasladado a otro lugar. Muchas tarjetas gráficas MSI se fabrican en su planta en China.
La empresa tiene sucursales en América, Europa, Asia, Australia y Sudáfrica. A partir de 2015, la empresa tiene presencia global en más de 120 países.

## Controversia
Durante la invasión rusa de Ucrania en 2022, MSI se negó a unirse a la comunidad internacional y retirarse del mercado ruso. Una investigación de la Universidad de Yale actualizada el 14 de septiembre de 2022, que identificó cómo las empresas estaban reaccionando a la invasión de Rusia, colocó a MSI en la categoría de "Atrincherarse: desafiar las demandas de salida o reducción de actividades". MSI sigue siendo la única empresa taiwanesa importante que ha desafiado las demandas de salida o reducción de actividades en Rusia.
MSI emitió un comunicado el 28 de marzo de 2022, afirmando que cumple con todas las regulaciones internacionales en términos de sus ventas y operaciones en Rusia.